# 자위야주

자위야주

자위야주(아랍어: الزاوية)는 리비아 북서부에 위치한 주로, 주도는 자위야이며 면적은 2,890km2, 인구는 290,993명(2006년 기준)이다. 북쪽으로는 지중해, 동쪽으로는 타라불루스주, 남동쪽으로는 지파라주, 남쪽으로는 자발알가르비주, 서쪽으로는 누카트알함스주와 인접해 있다.